# 亚当·埃克斯利
亚当·埃克斯利（英語：Adam Eckersley，1985年9月7日—），出生于英格兰大曼彻斯特郡的索尔福德，他主要是打左后卫的位置，但也能胜任右后卫的位置。現時效力丹超球隊阿曉士。

## 生平
埃克斯利在2002年以年轻球员的身份签约曼联。2005年随曼联预备队赢得四冠王。2005年10月26日，他在联赛杯主场4-1战胜（Barnet）的比赛中首次登场亮相。2006年1月，埃克斯利被租借到比利时足球乙级联赛的安特卫普队以积累比赛经验。2006年8月，他又被租借到队。后者当时刚刚聘请了前曼联预备队教练雷内·梅奥伦斯滕（René Meulensteen）作为主教练。但因为伤病，他當時只为俱乐部效力了6场。2007年1月5日，埃克斯利以租借方式加盟直到赛季结束。之后他回到曼联，并在西尔维斯特受伤导致曼联左后卫短缺的情况下，被提升到一线队。不过不久之后，埃克斯利又以租借方式加盟韦尔港；2007年10月13日，他在0-1被击败的比赛中首次登场亮相，并吃到一张红牌。埃克斯利於2008年从曼联队轉投到英甲韦尔港效力。隨著韦尔港於季末確定降級到英乙，埃克斯利不獲續約。